# 卡爾德拉斯峰

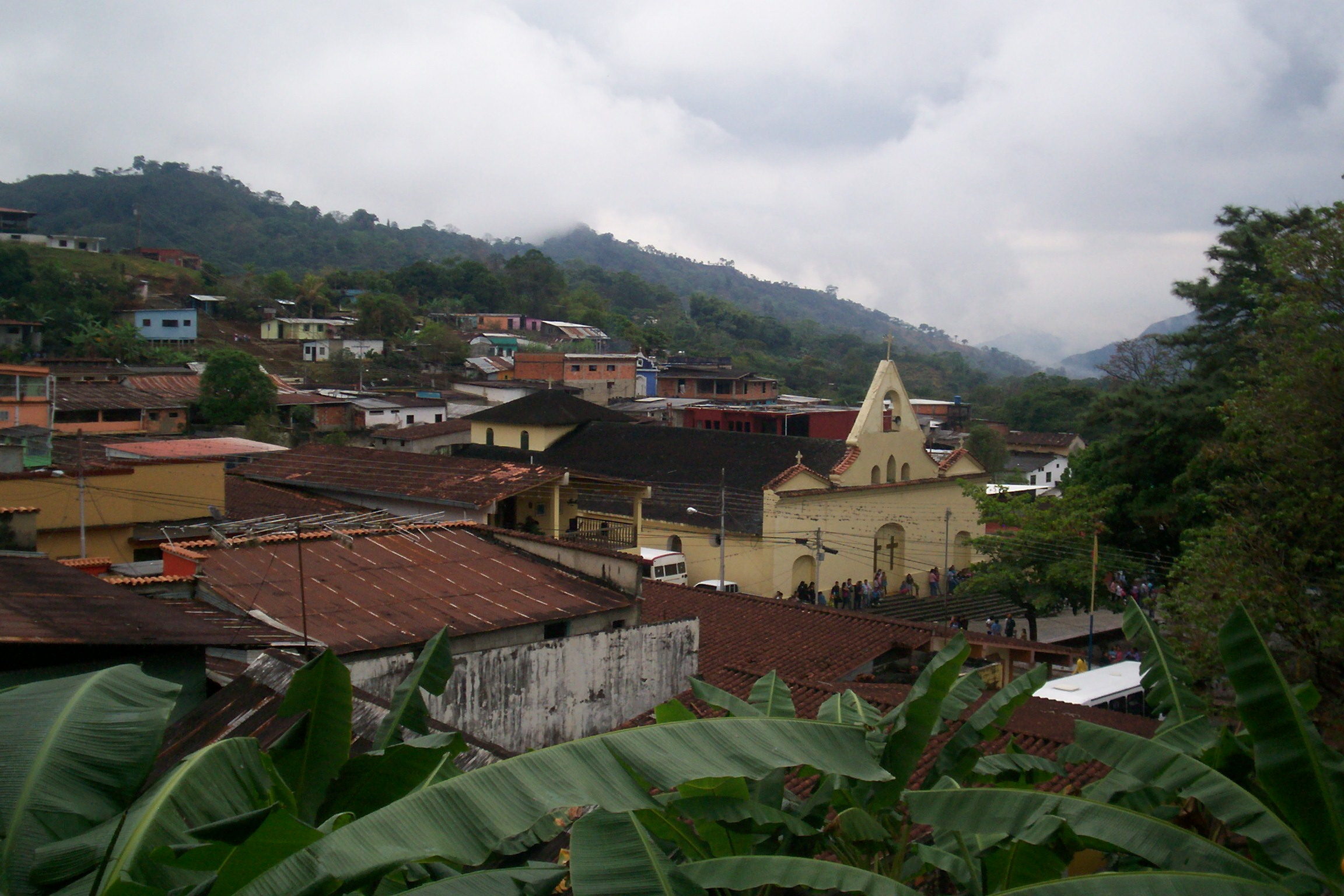

卡爾德拉斯峰（西班牙語：Pico Calderas），是委內瑞拉的山峰，位於該國西部巴里納斯州，屬於梅里達山脈的一部分，處於與梅里達州接壤邊界，海拔高度3,415米。